# Sollevamento pesi ai Giochi della XVI Olimpiade
Le competizioni di sollevamento pesi dei Giochi della XVI Olimpiade si sono svolte dal 23 al 26 novembre 1956 al Royal Exhibition Building di Melbourne.
Come a Helsinki 1952 si sono disputate 7 categorie come segue:
| Categoria            | 1956      |
| -------------------- | --------- |
| Pesi gallo           | - 56 kg   |
| Pesi piuma           | - 60 kg   |
| Pesi leggeri         | - 67,5 kg |
| Pesi medi            | - 75 kg   |
| Pesi massimi-leggeri | - 82,5 kg |
| Pesi mediomassimi    | - 90 kg   |
| Pesi massimi         | + 90 kg   |

## Podi
| Evento                          | Oro                | Perform. | Argento            | Perform. | Bronzo           | Perform. |
| Pesi gallo (dettagli)           | Charles Vinci      | 342,5    | Vladimir Stogov    | 337,5    | Mahmoud Namdjou  | 332,5    |
| Pesi piuma (dettagli)           | Isaac Berger       | 352,5    | Evgenij Minaev     | 342,5    | Marian Zieliński | 335,0    |
| Pesi leggeri (dettagli)         | Ihor Rybak         | 380,0    | Ravil' Chabutdinov | 372,5    | Kim Chang-hee    | 370,0    |
| Pesi medi (dettagli)            | Fëdor Bogdanovskij | 420,0    | Peter George       | 412,5    | Ermanno Pignatti | 382,5    |
| Pesi massimi-leggeri (dettagli) | Tommy Kono         | 447,5    | Vasilij Stjepanov  | 427,5    | James George     | 417,5    |
| Pesi mediomassimi (dettagli)    | Arkadij Vorob'ëv   | 462,5    | David Sheppard     | 442,5    | Jean Debuf       | 425,0    |
| Pesi massimi (dettagli)         | Paul Anderson      | 500,0    | Humberto Selvetti  | 500,0    | Alberto Pigaiani | 452,5    |

## Medagliere
| Posizione | Paese            |   |   |   | Totale |
| --------- | ---------------- | - | - | - | ------ |
| 1         | Stati Uniti      | 4 | 2 | 1 | 7      |
| 2         | Unione Sovietica | 3 | 4 | 0 | 7      |
| 3         | Argentina        | 0 | 1 | 0 | 1      |
| 4         | Italia           | 0 | 0 | 2 | 2      |
| 5         | Polonia          | 0 | 0 | 1 | 1      |
| 5         | Francia          | 0 | 0 | 1 | 1      |
| 5         | Corea del Sud    | 0 | 0 | 1 | 1      |
| 5         | Iran             | 0 | 0 | 1 | 1      |
| Totale    | Totale           | 7 | 7 | 7 | 21     |